# Poso (Regierungsbezirk)
Poso ist ein Regierungsbezirk (Kabupaten) auf der indonesischen Insel Sulawesi. Der Bezirk gehört zur Provinz Sulawesi Tengah (Zentralsulawesi) und liegt ungefähr in der Mitte dieser.

## Geographie
Der Kabupaten ist der drittgrößte der Provinz und hat einen Gebietsanteil von 12,25 Prozent.

### Lage und Ausdehnung
Poso liegt in der Mitte der Provinz und wird im Norden von der Tomini-Bucht (indonesisch Teluk Tomini) begrenzt, im Süden grenzt die Provinz Sulawesi Selatan. Weitere Nachbarn sind die Kabupaten Tojo Una Una im Nordosten, Morowali Utara im Osten, Sigi im Westen und Parigi Moutong im Nordwesten. Im Südosten von Poso liegt der drittgrößte See Indonesiens, der Danau Poso. Der Kabupaten ist der einzige in der Provinz, dem administrativ keine Insel zugeordnet ist. Verwaltungssitz ist der gleichnamige Küstenort im Nordwesten, bei dem der Poso Fluss ins Meer mündet.

### Grenzpunkte
Der Regierungsbezirk Poso hat folgende äußere Grenzpunkte:
| Richtung | Kode            | Kec.               | Desa/Kel. | Koordinaten         |
| -------- | --------------- | ------------------ | --------- | ------------------- |
| N        | 72.02.18.202500 | Poso Pesisir Utara | Tumora    | 01°06′28,73″ s. Br. |
| O        | 72.02.27.2006   | Pamona Utara       | Uelincu   | 120°57′23,37″ ö. L. |
| S        | 72.02.06.2007   | Pamona Selatan     | Mayoa     | 02°14′30,71″ s. Br. |
| W        | 72.02.09.2006   | Lore Selatan       | Runde     | 120°05′20,61″ ö. L. |

## Verwaltungsgliederung
Der Bezirk Poso gliedert sich in 17 administrative Distrikte (Kecamatan) mit 170 Dörfern (indonesisch Desa), von den 28 als Kelurahan städtisch geprägt sind.

Die Lage der Kecamatan im Kabupaten

| Code 1)  | Kecamatan Distrikt   | Ibukota Verwaltungssitz | Fläche (km²) | Einw. Zensus 2010 2) | Volkszählung 2020 3) | Volkszählung 2020 3) | Volkszählung 2020 3) | Anzahl der … |      |
| Code 1)  | Kecamatan Distrikt   | Ibukota Verwaltungssitz | Fläche (km²) | Einw. Zensus 2010 2) | Einw. 3)             | 0Dichte 4)0          | Sex Ratio 5)         | Desa         | Kel. |
| -------- | -------------------- | ----------------------- | ------------ | -------------------- | -------------------- | -------------------- | -------------------- | ------------ | ---- |
| 72.02.01 | Poso Kota            | Gebangrejo              | 11,29        | 20.250               | 24.145               | 2.138,6              | 104                  | 0            | 7    |
| 72.02.02 | Poso Pesisir         | Mapane                  | 307,66       | 20.098               | 22.285               | 72,4                 | 104                  | 13           | 3    |
| 72.02.03 | Lage                 | Tagolu                  | 498,24       | 18.174               | 21.144               | 42,4                 | 108                  | 16           | -0   |
| 72.02.04 | Pamona Pusalemba00   | Tentena                 | 367,54       | -0                   | 19.357               | 52,7                 | 110                  | 8            | 3    |
| 72.02.05 | Pamona Timur         | Taripa                  | 549,38       | 9.531                | 12.271               | 22,3                 | 105                  | 13           | -0   |
| 72.02.06 | Pamona Selatan       | Pendolo                 | 474,65       | 18.372               | 20.977               | 44,2                 | 105                  | 12           | -0   |
| 72.02.07 | Lore Utara           | Wuasa                   | 466,75       | 11.902               | 15.659               | 33,5                 | 111                  | 7            | -0   |
| 72.02.08 | Lore Tengah          | Doda                    | 657,06       | 4.033                | 4.971                | 7,6                  | 114                  | 8            | -0   |
| 72.02.09 | Lore Selatan         | Gintu                   | 771,59       | 5.631                | 6.774                | 8,8                  | 107                  | 8            | -0   |
| 72.02.18 | Poso Pesisir Utara   | Tambarana               | 558,34       | 15.681               | 17.427               | 31,2                 | 109                  | 10           | -0   |
| 72.02.19 | Poso Pesisir Selatan | Tangkura                | 609,39       | 8.842                | 9.910                | 16,3                 | 106                  | 9            | -0   |
| 72.02.20 | Pamona Barat         | Meko                    | 174,91       | 9.344                | 10.214               | 58,4                 | 108                  | 6            | -0   |
| 72.02.21 | Poso Kota Utara      | Kawua                   | 20,22        | 11.058               | 12.930               | 639,5                | 103                  | 0            | 7    |
| 72.02.22 | Poso Kota Selatan    | Lawanga                 | 25,06        | 8.992                | 10.402               | 415,1                | 104                  | 0            | 5    |
| 72.02.23 | Lore Barat           | Lengkeka                | 331,36       | 2.821                | 3.188                | 9,6                  | 110                  | 6            | -0   |
| 72.02.24 | Lore Timur           | Maholo                  | 112,4        | 4.877                | 6.690                | 59,5                 | 116                  | 5            | -0   |
| 72.02.25 | Lore Peore           | Watutau                 | 525,2        | 2.944                | 4.015                | 7,6                  | 114                  | 5            | -0   |
| 72.02.26 | Pamona Tenggara      | Korobono                | 227,17       | 6.487                | 7.888                | 34,7                 | 107                  | 9            | -0   |
| 72.02.27 | Pamona Utara         | Sulewana                | 422,04       | 30.191               | 14.628               | 34,7                 | 108                  | 7            | 3    |
| 72.02    | Kab. Poso            | Kab. Poso               | 7110,25      | 209.228              | 244.875              | 34,4                 | 107                  | 142          | 28   |

## Geschichte

### Verwaltungsgeschichte
Bangggai gehörte neben den Kabupaten Banggai, Donggala und Buol Toli-Toli (1999 in Toli-Toli umbenannt) zu jenen Bezirken, die bei Gründung der nördlichen Provinz Sulawesi Tengah 1964 entstanden (UU 13/1964). Diese vier Kabupaten waren bereits durch das Gesetz 29/1959 in der damaliger Provinz Sulawesi Utara-Tengah gebildet worden. Im Laufe der Zeit erfuhr Poso zwei Verkleinerungen. Im Herbst 1999 wurde der Regierungsbezirk Morowali abgetrennt. Durch das Gesetz Nr. 51 verlor Poso mit den 8 Kecamatan hierbei über die Hälfte seiner Fläche (15.490,10 von 29.928,86 km²; also 51,8 %) und 40,86 Prozent seiner Bevölkerung (160.797 von 393.562 Einw., Angaben vom Zensus 2000).

Ende 2003 wurde der nordöstliche Teil des verkleinerten Bezirks Poso abgetrennt (8 Kecamatan) und zum neuen Kabupaten Tojo Una-Una vereint. Der „Mutterbezirk“ verlor hierbei 39,6 Prozent seines Territoriums (5.721,15 von 14.443,76 km²) und ca. 41 Prozent seiner Bevölkerung (2004: 119.393 von 290.587 Einw.).
Aus den Gründungsdistrikten (im Jahr 2000 gab es 8 Kecamatan) entstanden neue Distrikte, zuletzt
- Poso Kota Utara aus Kec. Poso Kota (6 Dörfer) (PERDA 23/2005) a)
- Lore Barat aus Kec. Lore Selatan (6) (PERDA 3/2006)
- Lore Timur aus Kec. Lore Utara (4) (PERDA 3/2007)
- Lore Piore aus Kec. Lore Utara (5) (PERDA 4/2007)
- Pamona Tenggara aus Kec. Pamona Selatan (9) (PERDA 5/2007)
- Pamona Utara aus Kec. Pamona Pusulemba (10) (PERDA 11/2010)

## Demographie
Neben indonesisch werden im Regierungsbezirk sechs indigene Sprachen gesprochen Pamona, Taa, Bada, Kaili, Besdoa und Bungku.
Poso belegt unter den 13 Untereinheiten (12 Kabupaten, 1 Kota) der Provinz Sulawesi Tengah den sechsten Rang mit einem Anteil von 7,87 Prozent. Die Bevölkerungsdichte von 33,6 Einw. je km² reicht nur für Platz 11 (Provinzwert: 52,3)(Angaben von 2024).

### Durchschnittswerte der administrativen Einheiten
Für das Jahr 2024 wurden folgende Durchschnittswerte für Einwohnerzahl und Fläche (km²) für die Distrikte und die Dörfer ermittelt.
|                        | Kab. Poso00 | Kab. Poso00 | Prov. SULTENG0 | Prov. SULTENG0 |
| Einw.                  | Fläche      | Einw.       | Fläche         |                |
| ---------------------- | ----------- | ----------- | -------------- | -------------- |
| Pro Kecamatan          | 13.334      | 397,15      | 18.397         | 352,03         |
| Pro Desa + Kelurahan00 | 01.490      | 044,39      | 01.596         | 030,54         |

### Soziale Daten 2020
| Merkmal                                                             | Kab. Poso | 0Prov. Sulawesi Tengah0 |
| ------------------------------------------------------------------- | --------- | ----------------------- |
| Bevölkerung unterhalb der Armutsgrenze (Tsd.)00                     | 40,200    | 398,730                 |
| Anteil der „armen Bevölkerung“ (indonesisch Penduduk miskin) (%)000 | 15,450    | 12,920                  |
| Arbeitslosenrate (%)                                                | 2,390     | 3,180                   |
| Lebenserwartung bei der Geburt (Jahre)                              | 71,180    | 68,690                  |
| HDI-Index                                                           | 71,280    | 69,550                  |
| Analphabetenrate (in %, 15+ J.)                                     | 1,210     | 1,760                   |

Altersspezifische Angaben und Daten über die Religionsverteilung 2020 liegen nicht vor. Im Volkszählungsjahr 2020 gab es 178 Moscheen, 74 kleiner Gebetsräume (indonesisch Mushola), 716 Kirchen (davon 690 protestantische) und 100 hinduistische Tempel (indonesisch Pura).

## Bevölkerungsfortschreibung nach Geschlecht
Die Tabelle gibt die durch die Zivilstandsbüros (Disdukcapil, indonesisch Dinas Kependudukan dan Pencatatan Sipil) veröffentlichten Fortschreibungsergebnisse zum Jahresende wieder.
| Jahr | Gesamt- Bevölkerung | Männer  | %     | Frauen  | %     | Sex Ratio 5) |
| 2016 | 242.298             | 125.111 | 51,64 | 117.187 | 48,36 | 106,76       |
| 2017 | 244.538             | 126.375 | 51,68 | 118.163 | 48,32 | 106,95       |
| 2018 | 246.270             | 127.145 | 51,63 | 119.125 | 48,37 | 106,73       |
| 2019 | 247.514             | 127.944 | 51,69 | 119.570 | 48,31 | 107,00       |
| 2020 | 248.600             | 128.361 | 51,63 | 120.239 | 48,37 | 106,75       |
| 2021 | 248.897             | 128.275 | 51,54 | 120.622 | 48,46 | 106,34       |
| 2022 | 249.582             | 128.565 | 51,51 | 121.017 | 48,49 | 106,24       |
| 2023 | 251.473             | 129.487 | 51,49 | 121.986 | 48,51 | 106,15       |
| 2024 | 253.350             | 130.653 | 51,57 | 122.697 | 48,43 | 106,48       |

### Aktuelle Daten der Bevölkerungsfortschreibung
Nachfolgende Tabelle gibt den Einwohnerstand nach Geschlecht zur Volkszählung 2020, Ende 2022 sowie zum Jahresende 2024 wieder. Letztere resultieren aus den Ergebnissen der Fortschreibung durch die örtlichen Zivilstandsbüros (Disdukcapil, indonesisch Dinas Kependudukan dan Pencatatan Sipil). Der aktuelle Einwohnerstand kann jederzeit in einer interaktiven Karte abgerufen werden.

| Kecamatan              | Zensus 2020 | Zensus 2020 | Zensus 2020 | Ende 2022 | Ende 2024 | Ende 2024 | Ende 2024 | Fläche km² | Bevöl kerungs dichte | Sex Ratio 5) |
| Kecamatan              | Insg.00     | männl.      | weibl.      | Ende 2022 | Insg.     | männl.    | weibl.    | Fläche km² | Bevöl kerungs dichte | Sex Ratio 5) |
| ---------------------- | ----------- | ----------- | ----------- | --------- | --------- | --------- | --------- | ---------- | -------------------- | ------------ |
| Poso Kota              |             |             | 24.145      | 25288     | 24.025    | 12.196    | 11.829    | 14,23      | 1.688,69             | 103,10       |
| Poso Pesisir           |             |             | 22.285      | 22753     | 23.695    | 12.085    | 11.610    | 286,19     | 82,79                | 104,09       |
| Lage                   |             |             | 21.144      | 21790     | 22.123    | 11.437    | 10.686    | 442,69     | 49,97                | 107,03       |
| Pamona Pusalemba       |             |             | 19.357      | 19652     | 19.865    | 10.168    | 9.697     | 495,85     | 40,06                | 104,86       |
| Pamona Timur           |             |             | 12.271      | 15158     | 12.946    | 6.687     | 6.259     | 601,76     | 21,51                | 106,84       |
| Pamona Selatan         |             |             | 20.977      | 21539     | 22.152    | 11.311    | 10.841    | 456,40     | 48,54                | 104,34       |
| Lore Utara             |             |             | 15.659      | 16400     | 16.317    | 8.586     | 7.731     | 572,87     | 28,48                | 111,06       |
| Lore Tengah            |             |             | 4.971       | 5180      | 5.425     | 2.893     | 2.532     | 697,73     | 7,78                 | 114,26       |
| Lore Selatan           |             |             | 6.774       | 7026      | 6.975     | 3.646     | 3.329     | 645,61     | 10,80                | 109,52       |
| Poso Pesisir Utara     |             |             | 17.427      | 17801     | 17.807    | 9.315     | 8.492     | 439,55     | 40,51                | 109,69       |
| Poso Pesisir Selatan00 |             |             | 9.910       | 10139     | 9.937     | 5.090     | 4.847     | 562,27     | 17,67                | 105,01       |
| Pamona Barat           |             |             | 10.214      | 10400     | 10.425    | 5.385     | 5.040     | 444,12     | 23,47                | 106,85       |
| Poso Kota Utara        |             |             | 12.930      | 10708     | 10.023    | 5.107     | 4.916     | 28,62      | 350,26               | 103,89       |
| Poso Kota Selatan      |             |             | 10.402      | 13338     | 13.544    | 6.881     | 6.663     | 24,28      | 557,87               | 103,27       |
| Lore Barat             |             |             | 3.188       | 3267      | 3.351     | 1.733     | 1.618     | 269,84     | 12,42                | 107,11       |
| Lore Timur             |             |             | 6.690       | 6953      | 7.363     | 3.907     | 3.456     | 236,55     | 31,13                | 113,05       |
| Lore Peore             |             |             | 4.015       | 4163      | 4.372     | 2.351     | 2.021     | 405,08     | 10,79                | 116,33       |
| Pamona Tenggara        |             |             | 7.888       | 8199      | 7.986     | 4.152     | 3.834     | 309,11     | 25,84                | 108,29       |
| Pamona Utara           |             |             | 14.628      | 12896     | 15.019    | 7.723     | 7.296     | 613,14     | 24,50                | 105,85       |
| Kab. Poso              |             |             | 244.875     | 252.650   | 253.350   | 130.653   | 122.697   | 7545,907   | 33,57                | 106,48       |